# Place Eugène Simonis
La place Eugène Simonis (en néerlandais : Eugène Simonisplein) est une place bruxelloise de la commune de Koekelberg

## Situation
Cette place est située à la fin du boulevard Léopold II au pied du parc Élisabeth (Basilique du Sacré-Cœur). L'avenue de la Liberté et l'avenue de Jette y aboutissent également.

## Origine du nom
Cette place porte le nom du sculpteur belge, Eugène Simonis, né à Liège en 1810 et décédé à Koekelberg en 1882.

## Voie d'accès
| ___ | Ce site est desservi par la station de métro : Simonis. |